# And Love Said No - The Greatest Hits 1997-2004
And Love Said No – The Greatest Hits 1997-2004 è il primo greatest hits del gruppo musicale finlandese HIM, contenente anche la canzone inedita And Love Said No e la cover Solitary Man, anch'essa inedita. Nella versione digipack include un DVD.

## Tracce[4]
1. And Love Said No - 4:10
2. Join Me - 3:36
3. Buried Alive by Love - 5:00
4. Heartache Every Moment - 3:56
5. Solitary Man - 3:36
6. Right Here in My Arms - 4:00
7. The Funeral of Hearts - 4:28
8. In Joy and Sorrow - 3:58
9. Your Sweet 666 - 3:57
10. Gone with the Sin - 4:21
11. Wicked Game - 4:05
12. The Sacrament - 4:30
13. Close to the Flame - 3:46
14. Poison Girl - 3:52
15. Pretending - 3:41
16. When Love and Death Embrace - 6:08

### Edizione speciale UK[5]
1. And Love Said No - 4:10
2. Join Me (Razorblade Mix) - 3:39
3. Buried Alive by Love - 5:01
4. Heartache Every Moment - 3:56
5. Solitary Man - 3:38
6. Right Here in My Arms - 4:00
7. The Funeral of Hearts - 4:29
8. In Joy and Sorrow - 3:59
9. Your Sweet 666 - 3:56
10. Gone with the Sin - 4:22
11. Wicked Game - 4:04
12. The Sacrament - 4:30
13. Close to the Flame - 3:46
14. It´s All Tears (Drown In This Love) - 3:51
15. Poison Girl - 3:51
16. Pretending (Album Version) - 3:55
17. When Love and Death Embrace - 6:09

### Speciale Bonus DVD Live At Semifinal, Helsinki, Finland 04.12.2003[1]
1. Soul On Fire
2. The Funeral Of Hearts
3. Beyond Redemption
4. Sweet Pandemonium
5. Buried Alive By Love
6. The Sacrament

## Formazione
- Ville Valo, cantante
- Lily Lazer, chitarrista
- Migé Amour, bassista
- Emerson Burton, tastierista
- Gas Lipstick, batterista